# Adriaan Anthoni van Bemmelen
Adriaan Anthoni van Bemmelen (Almelo, 3 november 1830 – Rotterdam, 8 januari 1897) was een Nederlandse zoöloog (voornamelijk ornitholoog) en directeur van diergaarde Rotterdam (later Diergaarde Blijdorp).

## Biografie
Hij werd in Almelo geboren, maar zijn moeder vestigde zich in Leiden nadat zijn vader op 26 december 1830 overleden was. Vanaf zijn vroegste jeugd had hij belangstelling voor de natuur. Hij werd een verwoed jager en natuuronderzoeker. Gedurende de jaren 1848 tot 1850 volgde hij colleges plant- en dierkunde, natuur- en scheikunde, anatomie van de mens en antropologie aan de Universiteit van Leiden.
Hij leerde Coenraad Jacob Temminck en Hermann Schlegel kennen van het Rijksmuseum van Natuurlijke Historie. Hij werd voorgedragen voor onderzoek in Nederlands-Indië, maar daar kwam het uiteindelijk niet van. In 1859 kreeg hij aan het museum een baan als tweede assistent. Hij droeg bij aan het werk van Schlegel en van zijn Duitse collega Otto Finsch, die toen ook assistent was. Met Finsch maakte hij in 1865 een reis door Duitsland en bezocht diverse dierentuinen en natuurmusea.
In 1866 werd hij benoemd tot directeur van de Diergaarde Rotterdam. Zijn voorganger daar was de leeuwentemmer Henri Marin. Hij bleef directeur tot aan zijn overlijden in 1897 en veranderde de diergaarde grondig. In plaats van kooien met tralies liet hij ruimten aanleggen waarin de dieren vrij konden bewegen. Beroemd werd de kunstmatige rotspartij met onder andere yaks en moeflons en een volière van 50 bij 24 bij 9 meter met steltlopers, reigers en gieren. Hij voerde ook een goed personeelsbeleid en stichtte een pensioenfonds voor het personeel.
Van Bemmelen was verder medeoprichter van de Nederlandsche Dierkundige Vereeniging en lid van diverse andere wetenschappelijke genootschappen in binnen- en buitenland. Zo was hij corresponderend lid van de prestigieuze Zoological Society of London. Hij  werd in 1897 opgevolgd door de zoöloog Johann Büttikofer als directeur van de diergaarde.
Hij schreef een aantal artikelen in het Nederlands over vogels, vissen, insecten en in het wild levende zoogdieren. Verder publicaties in het Duits en Frans over het houden van dieren.